# Aldobrandino Malvezzi
Aldobrandino Malvezzi de' Medici, marchese di Castelguelfo (Bologna, 26 maggio 1881 – Firenze, 22 gennaio 1961) è stato un orientalista italiano.

## Biografia
Laureato in Belle Lettere, fu libero docente di Politica e Legislazione Coloniale nell'Istituto Cesare Alfieri dell'Università di Firenze, ricevendo una laurea ad honorem in Lettere all'Università di Bologna.
Nel 1903 partecipò alla missione Schiaparelli a Luxor e a Karnak (Egitto) e, dal 1913 al 1920, ricoprì vari incarichi al Ministero delle colonie, dove raggiunse il grado di Capo Divisione. 
Collaborò a varie testate giornalistiche, tra cui «Il Corriere della Sera», «La Nuova Antologia» e «L'Illustrazione Italiana».
S'interessò tra l'altro di cultura islamica e di islamistica, argomenti sui quali scrisse L'Italia e l'Islam in Libia (1911), Odierne questioni politiche del mondo musulmano (1920), Odierne questioni politiche dell'oriente Musulmano (Bologna, N. Zanichelli, [s.d.]), I nuovi problemi della legislazione coloniale (1926), Elementi di diritto coloniale (1928), La politica indigena nelle colonie (1933), Cristina di Belgiojoso (3 voll. Treves, 1936 e 1937) e l'ottimo L'islamismo e la cultura europea (Sansoni, 1956).

## Biblioteca personale
La Biblioteca di Scienze sociali dell'Università degli studi di Firenze conserva il Fondo Malvezzi, comprendente monografie, tra cui 51 cinquecentine, su temi connessi alla storia, la geografia, l'economia, la cultura e il diritto dei diversi paesi orientali, sui rapporti tra mondo islamico e Occidente cristiano: sono presenti, inoltre, resoconti di viaggi in Terrasanta, in Africa settentrionale e  nei paesi arabi, compiuti tra il XVI e il XVIII secolo, oltre a testi per lo studio delle lingue e delle letterature orientali.